# یوتا (پیشوند)
یوتا یکی از پیشوندهای SI است که برابر است با ‎ ۱۰۲۴ که این عدد سپتیلیون نام دارد و علامت اختصاری آن در سیستم متریک Y است که در سال ۱۹۹۱ میلادی به سیستم استاندارد بین‌المللی واحدها (یکاها) اضافه شده‌است. برای نمونه جرم زمین ۵۹۷۲٫۶ یوتاگرم و جرم اقیانوس‌ها ۱٫۴ یوتاگرم است و قطر جهان قابل مشاهده نیز ۸۸۰ یوتامتر تخمین زده‌شده‌است.